# Shark Exorcist
Pour plus de détails, voir Fiche technique et Distribution.
Shark Exorcist est un film d'horreur américain réalisé par Donald Farmer et sorti en 2015.

## Synopsis
Une nonne démoniaque invoque le diable pour qu’il possède un grand requin blanc. Le squale, désormais habité par l’esprit de Satan, transforme de jeunes femmes innocentes en femmes-requin qui sèment la terreur dans une petite ville portuaire des États-Unis. Mais un jeune prêtre au cœur pur parviendra à le renvoyer en enfer.

## Distribution
- Angela Kerecz : Ali
- Bobby Kerecz : Père Michael
- Channing Dodson : Emily
- Madison Carney : Lauren
- Alaine Huntington : Mère Mary
- Christy Moritz : Sœur Blair
- Roni Jonah : Nancy Chase
- Kirstin Vanhooser : Brianna Bennett
- Megan Hunt : Rachel
- James Balsamo : Randy
- Gretchen Hughes : Sheila
- Lexi Nimmo : Holly
- Glynne Blackwell : Michelle
- Bubba Bradley : cameraman
- Gracie Rogers : fille de la piscine
- Jessica Drew Chastain : victime du lac
- Michael Ollin Lotten : Bobby
- Donald Farmer : Brian Bennett
- Julia Contrenchis : Jayne
- Lilly Hayes : fille possédée
- Brad Blanchard : Papa sur la plage[2]

## Réception critique
Ce film de série B provoque une rencontre improbable entre deux films des années 1970 à grand succès : Les Dents de la mer de Steven Spielberg et L'Exorciste, de William Friedkin. Il récolte seulement une note de 24% sur le site agrégateur de critiques Rotten Tomatoes.
Le film a néanmoins eu une suite, Shark Exorcist 2: Unholy Waters, en 2023, également réalisée par Donald Farmer.